# Loc-Brévalaire

Loc-Brévalaire este o comună în departamentul Finistère, Franța. În 1 ianuarie 2022 avea o populație de 210 de locuitori.